# لويز باولو دانيال باربوسا
لويز باولو دانيال باربوسا المعروف ب ( لويز بيتي ) (مواليد 29 نوفمبر 1987) لاعب كرة قدم برازيلي يلعب كمدافع في نادي الشعلة.

## مسيرة اللاعب
وقع مع نادي الباطن السعودي عام 2017 و وقع مع نادي الطائي عام 2018 و وقع مع نادي الجبلين مطلع عام 2020 و انتقل إلى نادي الشعلة في صيف 2020.

## روابط خارجية
- لويز باولو دانيال باربوسا على موقع قاعدة بيانات كرة القدم.إي يو (الإنجليزية)
- لويز باولو دانيال باربوسا على موقع Soccerway.com (الإنجليزية)